# Trattato di Costantinopoli (1913)

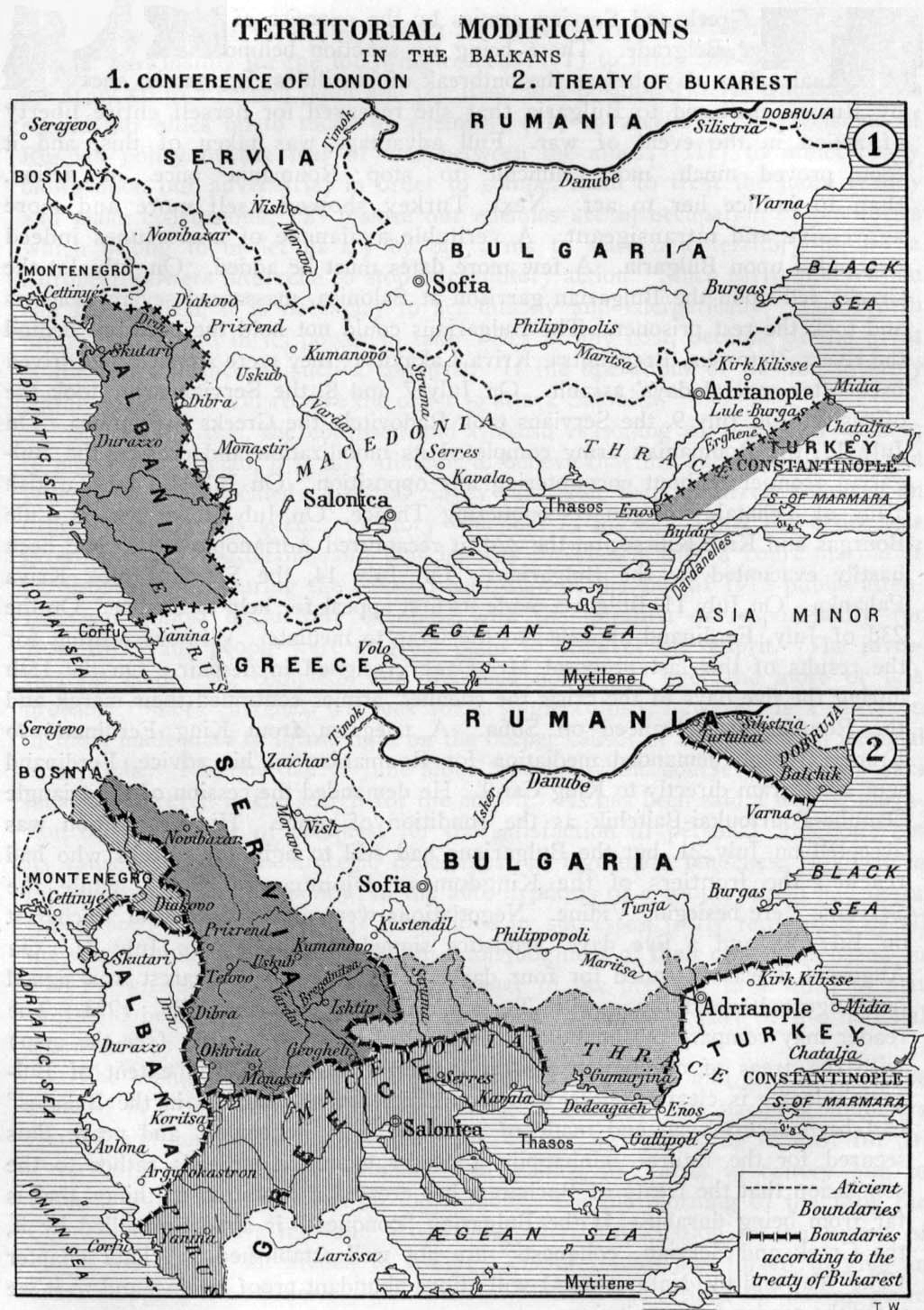
Le modifiche territoriali a seguito del Trattato di Bucarest e di Costantinopoli del 1913.

Il trattato di Costantinopoli del 1913 fu un accordo concluso dall'Impero ottomano e Regno di Bulgaria firmato il 29 settembre al termine della Seconda guerra balcanica nella capitale ottomana Costantinopoli, la moderna İstanbul.

## Contesto
Durante la prima guerra balcanica Bulgaria, Serbia, Grecia e Montenegro sconfissero l'Impero ottomano, il quale perse così quasi tutti i suoi territori europei.
Al termine della Seconda guerra balcanica (grazie alla quale gli ottomani recuperarono parte della Tracia orientale) i negoziati tra Bulgaria e gli altri suoi vicini si svolsero a Bucarest. Considerando però che l'Impero Ottomano non era rappresentato in quell'occasione, l'accordo bilaterale venne concluso a Costantinopoli.

## Il trattato
I termini del trattato furono:
1. La Bulgaria riconobbe i guadagni ottomani di Edirne, Kırklarel e Didymoteicho e il territorio circostante.
2. L'Impero ottomano cedette il porto di Dedeağaç (moderno Alexandroupoli) alla Bulgaria.
3. Lo scambio di terre doveva essere completato entro 10 giorni.
4. Gli eserciti sul confine sarebbero stati smobilitati entro tre settimane.
5. I prigionieri di guerra di entrambe le parti sarebbero stati rilasciati.
6. I legami politici ed economici tra i due paesi sarebbero stati ristabiliti.

Il trattato definisce in gran parte i confini odierni tra la Tracia orientale (Turchia europea), la Bulgaria e la Grecia. L'accordo prevedeva uno scambio di prigionieri e la ripresa dei rapporti economici tra i due Paesi.

## Conseguenze
L'Impero Ottomano e la Bulgaria erano alleati degli Imperi Centrali nella prima guerra mondiale. Prima dell'entrata in guerra della Bulgaria, il governo ottomano decise di cedere Didymoteicho alla Bulgaria (probabilmente per convincere la Bulgaria ad unirsi alla guerra) attraverso la convenzione bulgaro-ottomana (1915). Tuttavia, le potenze centrali furono sconfitte nel 1918 e la Bulgaria perse sia la Tracia occidentale che il Didymoteicho a favore della Grecia.
Secondo i termini del fallito Trattato di Sèvres, la Turchia doveva cedere quasi tutta la Tracia orientale alla Grecia, ma i cambiamenti territoriali proposti furono negati dalla vittoria della Turchia sulla Grecia nella Guerra d'Indipendenza e dal successivo Trattato di Losanna, che riaffermò i confini stabiliti dall'accordo di Costantinopoli e dalla convenzione bulgaro-ottomana (eccetto Didymoteicho).